# آرداک آلکسانیان
آرداک لِوُنی آلکسانیان (ارمنی: Արտակ Լևոնի Ալեքսանյան؛ زادهٔ ۲۳ مهٔ ۱۹۹۱ در ایروان) یک بازیکن فوتبال در پست مدافع/هافبک اهل ارمنستان است. وی شهروندی روسیه را نیز دارد.

## باشگاهی
از باشگاه‌هایی که در آن بازی کرده‌است می‌توان به اسپارتاک مسکو، پیونیک، اورال یکاترینبورگ، خیمکی، بالتیکا کالینینگراد، اولیس، آرماویر، گاندزاسار کاپان، آرارات مسکو و آرارات ایروان اشاره کرد.

## تیم ملی
وی همچنین در زیر ۱۹ سال ارمنستان، زیر ۲۱ سال ارمنستان و تیم ملی فوتبال ارمنستان بازی کرده‌است. آلکسانیان نخستین بازی ملی خود را که یک بازی دوستانه بود در تاریخ ۹ فوریه ۲۰۱۱ در لیماسول در مقابل گرجستان انجام داده‌است.

## افتخارات باشگاهی
پیونیک
- لیگ برتر فوتبال ارمنستان (۱): ۲۰۰۹
- نایب قهرمان لیگ برتر فوتبال ارمنستان (۱): ۲۰۱۱
- جام استقلال ارمنستان (۱): جام استقلال ارمنستان (۲۰۰۹)
- نایب قهرمان سوپر جام فوتبال ارمنستان (۱): ۲۰۰۹